# Berkan Algan
Berkan Algan (* 29. März 1977 in Hamburg) ist ein deutsch-türkischer Fußballspieler und -trainer.

## Jugend
Algan ist in Hamburg aufgewachsen und hat in der Jugend für den FC St. Pauli und den Hamburger SV gespielt. 1997 wurde er vom DFB in die U21-Auswahl unter Hannes Löhr berufen und nahm insgesamt an drei Spielen teil. 1998 wurde er außerdem in die U21 des türkischen Fußballverbandes berufen.

## Seniorenbereich
Algan wechselte sehr häufig den Verein und spielte die meiste Zeit seiner Karriere bei Oberligaklubs in und um Hamburg. Während seiner Zeit beim finnischen Haka Valkeakoski spielte er 2001 auch zwei Mal im UEFA-Cup, als er gegen 1. FC Union Berlin in Hin- und Rückspiel eingewechselt wurde.

## Trainer
Algan war Spielertrainer beim Wedeler TSV, Co-Trainer beim SV Halstenbek-Rellingen und anschließend Co-Trainer bei Germania Schnelsen sowie Spielertrainer beim FC Bergedorf 85. Anschließend war er Spieler und Co-Trainer sowie in der Folge Trainer beim SV Lurup. Ab 27. August 2015 war er Trainer bei Altona 93. Er führte die Mannschaft zweimal zum Aufstieg in die Regionalliga Nord, der Gewinn des Meistertitels in der Oberliga Hamburg im Spieljahr 2018/19 wurde als geschichtsträchtig eingestuft, weil damit Altonas Zeit ohne Meisterschaftsgewinn nach 69 Jahren zu Ende ging. 2017 und 2019 wurde der hauptberuflich als Gastwirt tätige Algan als Hamburgs Trainer des Jahres ausgezeichnet. Im Mai 2020 wurde Algan von Altona 93 fristlos entlassen. Nach der Trennung kam es zum Rechtsstreit.
Anfang November 2023 übernahm Algan wieder ein Traineramt, als er vom Oberligisten ETSV Hamburg verpflichtet wurde. Er war ein Jahr für den Verein tätig, Anfang November 2024 trennte man sich.